# Pavel Haas
Pavel Haas (Brno, 21 de junio de 1899 - Auschwitz, 17 de octubre de 1944) fue un compositor checo que fue asesinado durante el Holocausto. Uno de los más destacados exponentes de la escuela de composición de Leoš Janáček, usaba elementos folklóricos y de jazz. Su obra es reducida pero importante, en especial sus ciclos de canciones y cuartetos de cuerda.

## Biografía
Nacido en el seno de una familia judía, su padre Zikmund Haas era zapatero y su madre Olga (apellido de soltera Epstein) era originaria de Odessa. Estudió composición en el conservatorio de esa ciudad entre 1919 y 1921 con Jan Kunc y Vilém Petrželka, y posteriormente se perfeccionó con Leoš Janáček, que lo apreció como su mejor alumno.
En 1935 se casó con Soňa Jakobson, exmujer del lingüista ruso Roman Jakobson.
Escribió más de 50 obras, entre ellas sinfonías, corales, música de películas y para teatro y la ópera Šarlatán (El Charlatan), estrenada exitosamente en Brno en 1938. 
En 1941, Haas fue deportado a Theresienstadt (Terezín), siendo uno de los muchos compositores internados como Viktor Ullmann, Gideon Klein y Hans Krása. Previo a su arresto, se divorció de su esposa para que ella y su hija no corrieran la misma suerte. En profunda depresión escribió ocho obras en el campo de concentración, incluidos los Four Songs on Chinese Poetry estrenada allí por el director Karel Ančerl.
Los nazis remodelaron Theresienstadt para una visita de la Cruz Roja y una película de propaganda donde se lo ve saludando después de la ejecución de la ópera Brundibar de Hans Krása. Cuando el proyecto propagandístico fue concluido, se transfirieron 18.000 prisioneros a Auschwitz, incluidos Haas, Hans Krása y los niños que habían participado en esa ópera. Según el testimonio de Karel Ančerl, Haas estuvo con él al llegar a Auschwitz. El Dr. Josef Mengele estuvo a punto de enviar a Ančerl a la cámara de gas, pero las toses del debilitado Haas hicieron que la sentencia se cumpliera con él.
Su hermano Hugo Haas (1901–1968) fue un popular actor checo.

## Grabaciones
- 4 Songs on Chinese Poetry, Christian Gerhaher, Anne Sofie von Otter, Deutsche Grammophon, 2007.
- String Quartet Opus 7 No. 2  Australian Chamber Orchestra - Richard Tognetti, Chandos catalog.
- Bläserquintett op. 10, Klaviersuite op. 13, Suite für Oboe und Klavier op. 17, Vyvolená (Die Auserkorene) op. 8. Jörg Dürmüller, Dennis Russell Davies, Monika Hölszky-Wiedermann, Stuttgarter Bläserquintett; Orfeo 1996 (Reihe Musica Rediviva).
- Orchesterwerke (Scherzo triste, Suite aus der Oper Šarlatán, Symphonie). Philharmonisches Orchester Brünn, Israel Yinon
- Streichquartette Nr. 1–3. Kocian Quartett; Praga 1999.
- Šarlatán. Israel Yinon. Vladimir Chmelo (Dr. Pustrpalk), Anda-Louise Bogza (Rozinda), Miroslav Svenda (Bakalar), Leo Marian Vodicka (Kyska), Ladislav Mlejnek (Pavucina), Jitka Svobodová (Amaranta), Jiri Kubik (Jochimus). Decca 460 042-2